# Vrachonisída Gáïdaros (ö i Grekland, lat 36,44, long 27,40)
Vrachonisída Gáïdaros är en ö i Grekland.   Den ligger i prefekturen Nomós Dodekanísou och regionen Sydegeiska öarna, i den sydöstra delen av landet, 400 km sydost om huvudstaden Aten.